# Ilmar Kullam
Ilmar Kullam (Tartu, 15 juni 1922 - Tartu, 2 november 2011) was een Estisch professioneel basketbalspeler en coach die uitkwam voor het nationale team van de Sovjet-Unie. Kreeg de onderscheiding Meester in de sport van de Sovjet-Unie in 1951 en Geëerde Coach van de Sovjet-Unie in 1965.

## Carrière
Kullam begon zijn carrière in 1940 bij Lokomotiv Tallinn. Na de Grote Vaderlandse Oorlog ging Kullam in 1944 spelen bij Spartak Tallinn. In 1945 stapt hij over naar Kalev Tallinn. In 1946 verhuisde hij naar USK Tartu. Hij won met die club het Landskampioenschap van de Sovjet-Unie in 1949. Kullam kwam van 1947 tot 1953 uit voor de Sovjet-Unie. Hij won zilver op de Olympische Spelen in 1952. Ook won Kullam goud op het Europees Kampioenschap in 1947, 1951 en 1953. Nadat hij was gestopt met basketbal, werd hij hoofdcoach van Kalev Tallinn in 1960. Met Kalev werd hij drie keer Landskampioen van Estland in 1967, 1968, 1971 en drie keer Bekerwinnaar van Estland in 1968, 1969 en 1972.
Hij heeft verschillende Militaire onderscheidingen gekregen waaronder de Orde van de Rode Vlag van de Arbeid (Sovjet-Unie) en de Orde van de Witte Ster.

## Erelijst
- Landskampioen Sovjet-Unie: 1
  - Winnaar: 1949
  - Tweede: 1950
- Landskampioen Estland: 3
  - Winnaar: 1967, 1968, 1971
- Bekerwinnaar Estland: 3
  - Winnaar: 1968, 1969, 1972
- Olympische Spelen:
  - Zilver: 1952
- Europees Kampioenschap: 3
  - Goud: 1947, 1951, 1953